# Croix de Roc-Brien
La Croix de Roc-Brien, est située au lieu-dit Pivalet près de Roc-Brien, sur la route menant à la Ville-Hervy, sur la commune de  Ploërmel dans le Morbihan.

## Historique
La croix de Roc-Brien fait l’objet d’une inscription au titre des monuments historiques depuis le 30 mai 1927.